# Шичко Геннадій Андрійович
Шичко́ Генна́дій Андрі́йович (18 травня 1922, Мінська область — 3 листопада 1986, Санкт-Петербург) — радянський фізіолог, кандидат біологічних наук. Ветеран німецько-радянської війни.

## Біографія
Геннадій Андрійович Шичко народився 18 травня 1922 року в білоруському селищі Груд Пуховичеського району Мінської області, куди привіз Андрій Васильович Шичко (батько Геннадія Андрійовича) свою молоду дружину Ольгу Григорівну. Зустрілися вони в Петрограді в буремному 1918 році.
Незабаром сім'я перебралася до Іноземцева — райський куточок північного Кавказу. Закінчивши школу, Геннадій Андрійович вступив до Військово-морського артилерійського училища.
Шичко брав участь у німецько-радянській війні як командир і політпрацівник. Війна для Геннадія Андрійовича почалася у Волзькій військовій флотилії з 1942 року, куди він був переведений з Північно-Кавказького військового округу. У листопаді 1942 року був важко поранений в обидві ноги, загальне зараження крові надовго прикувало його до лікарняного ліжка. Півтора року в госпіталях Вольська, Кірова. Були хвилини цілковитої безвиході. Головний лікар госпіталю наполягав на ампутації ноги. Геннадій Андрійович не давав згоди, і тільки турбота молодшого мед.персоналу, лікаря-куратора, яка сама варила зілля на травах, і богатирське здоров'я перемогли.
У 1943 році, в Сталінграді, Геннадій Андрійович був знову поранений. Оперував його нетверезий хірург — можливо, саме тому в нього з того часу не згиналася нога. Власна біда, а також безглузді смерті, що відбувалися на війні через алкогольне сп'яніння бійців, змусили його поклястися собі в тому, що надалі, після повернення з війни, він буде надавати допомогу людям з алкогольною залежністю. 35 років свого життя він присвятив створенню методу позбавлення від залежності, який став застосовуватися в 1980 році.
Незважаючи на інвалідність, Шичко продовжував працювати і вчитися.
Після госпіталю з 1944 року почалася педагогічна діяльність Геннадія Андрійовича. Він був призначений викладачем Військово-Морської кафедри Інституту точної механіки та оптики в Ленінграді.
У 1954 році він закінчив Ленінградський університет (психологічне відділення філософського факультету). Після закінчення університету прийняв запрошення працювати в Інституті експериментальної медицини, де пропрацював 32 роки. У 1956 захистив кандидатську дисертацію «До питання про вищої нервової діяльності дорослої людини».
Його робота «Друга сигнальна система та її фізіологічні механізми» (1969) поклала початок психолого-педагогічному методу позбавлення від наркотичних залежностей.
Геннадій Андрійович помер 3 листопада 1986 рік.

## Основні праці
- Друга сигнальна система та її фізіологічні механізми. 1969[2].
- Короткий словник противокурильщика.
- Маленький словник тверезника[4].
- Избавление от алкоголизма шаг за шагом [Архівовано 14 грудня 2014 у Wayback Machine.]
- Кто есть алкоголик? [Архівовано 14 грудня 2014 у Wayback Machine.]
- Против абсурдизма в антиалкогольной пропаганде [Архівовано 14 грудня 2014 у Wayback Machine.]
- Трезвость — наше неизбежное ближайшее будущее [Архівовано 14 грудня 2014 у Wayback Machine.]

Люція Павлівна Шичко-Дроздова написала кілька книг про свого чоловіка: «Слово — це Бог», у якій також містяться рекомендації щодо позбавлення від залежності, оповідання «Він прийшов дати нам віру» та ін.